# Treriksröset
Treriksröset (norsk: Treriksrøysa, finsk: Kolmen valtakunnan rajapyykki og nordsamisk: Golmma riikka urna ("tre-rigs-røsen")) er det punkt, hvor Sverige, Norge og Finland grænser op til hinanden – et "trelandspunkt". Punktet ligger mellem søerne Koltajaure og Kuohkimajärvi i Malla naturreservat.
Treriksröset udgør Sveriges nordligste punkt og det vestligste punkt på det finske fastland. Treriksröset indgår i EU's ydre grænse, eftersom Sverige og Finland er EU-lande, mens Norge ikke er. Alle tre lande er med i Schengenaftalen, så der er fri grænsepassage og man kan gå rundt om røsen.
Der er flere røser i området. Den første blev rejst i 1760'erne og markerede grænsen mellem Sverige og Norge. Den nuværende cementrøse blev opsat i 1926.
For at komme til Treriksröset kan man udgå fra Kilpisjärvi i Finland, hvor der er butik, benzintank, hotel og camping. Derfra kan man tage med båd over søen Kilpisjärvi og siden vandre cirka 3 km. Der er også en vandresti fra Kilpisjärvi rundt om søen (cirka 11 km). Begge stier går gennem naturreservatet og man må derfor ikke forlade stien.
Kronprinsesse Victoria besøgte stedet i foråret 2005 for at indvie en snescootersti, der er opkaldt efter hende.
Ved Treriksröset mødes kommunerne Enontekis, Kiruna og Storfjord.

## Eksterne links
- Wikimedia Commons har flere filer relateret til Treriksröset
- Ut i naturen: karta (Webside ikke længere tilgængelig)
- Ut i naturen: Vandringsleden genom Malla naturreservat (Webside ikke længere tilgængelig)
- Butiken vid Kilpisjärvi
- Mer info om Treriksröset

69°3′36″N 20°32′55″Ø / 69.06000°N 20.54861°Ø